# Tentative de coup d'État de Cao Mao
Guerres des Trois Royaumes
Batailles
Yiling/Xiaoting - Campagne contre le Wu - Campagne du Sud - Hefei (231) - Hefei (233) - Expéditions de Zhuge Liang - Hefei (234) - Shiting - Liaodong - Offensive du Wu - Xingshi - Koguryo - Gaoping - Expéditions de Jiang Wei (Didao) - Dongxing - Hefei (253) - Shouchun - Cao Mao - chute du Shu - Zhong Hui - Chute du Wu
La tentative de coup d'État de Cao Mao a lieu en 260 à Luoyang, la capitale du Royaume de Wei, pendant la période des Trois Royaumes de l'histoire de la Chine. Cao Mao, l'Empereur en titre du Wei, tente de renverser Sima Zhao, le régent du Wei, qui est de fait le vrai maître du royaume. Cette tentative échoue et se conclut par la mort de Cao Mao ainsi que par un renforcement du pouvoir personnel de Sima Zhao, soit le résultat inverse de celui recherché par les conspirateurs. Cao Huan, qui succède à Cao Mao, n'est plus qu'un prête-nom du clan Sima, sans réel pouvoir. Finalement, en 265, Sima Yan, le fils de Sima Zhao, le chasse du pouvoir et fonde la dynastie Jin.
Cette tentative de coup d'État est aussi mentionnée dans le roman historique Les Trois Royaumes de Luo Guanzhong, qui raconte de manière romancée les événements allant du déclin de la dynastie Han à l'annexion du royaume de Wu par la dynastie Jin. Le roman décrit les événements de 260 quasiment de la même manière que les sources historiques.

## Situation au sein du Wei avant la tentative
Le royaume de Wei est fondé en 220 par Cao Pi, fondation qui marque le début de la période des Trois Royaumes. Après la mort de Cao Rui, le deuxième empereur du Wei, l'autorité de la famille régnante est lentement sapée par des luttes de pouvoir au sein de la cour, luttes qui se concluent en 249 par l'incident des tombes de Gaoping, un coup d'État qui permet au corégent Sima Yi de prendre le pouvoir en éliminant l'autre corégent, Cao Shuang. Sima Yi meurt en 251 et est remplacé par ses fils Sima Shi et Sima Zhao, qui gardent le contrôle du gouvernement du Wei.
En 254, Sima Shi dépose Cao Fang, le troisième empereur du Wei et installe à sa place sur le trône Cao Mao, un enfant de 13 ans. Dès le début de son règne, le nouvel empereur fait preuve d'hostilité et de méfiance envers le clan Sima, en refusant de recevoir le sceau impérial directement des mains de Sima Shi. Lorsque ce dernier meurt en 2255, Cao Mao tente de se débarrasser de Sima Zhao, en lui donnant l'ordre de rester à Xuchang, pour surveiller Shouchun, où le clan Sima venait juste d'écraser la rébellion de Guanqiu Jian et Wen Qin. Suivant les conseils de Zhong Hui et Fu Jia, Sima Zhao ignore l'ordre de Cao Mao et rentre à Luoyang, la capitale du Wei. Pendant que Sima Zhao gère les affaires du royaume, Cao Mao tente de s'attirer les faveurs des lettrés de la cour en rencontrant certains officiels pour parler de littérature. À ces réunions, on pouvait trouver Sima Wang, le cousin de Sima Zhao, Wang Shen (王沈), Pei Xiu et Zhong Hui. Cao Mao fournit également à Sima Wang un chariot et un escorte formée de cinq soldats de sa garde personnelle, car ce dernier vit beaucoup plus loin du palais que les autres.
En 258, Sima Zhao incite ses partisans à forcer Cao Mao à lui offrir publiquement les neuf sacrements ou Jiu xi, cadeaux qu'il refuse ostensiblement dans une démonstration « d'humilité ». Un an plus tard, Cao Mao entend des rumeurs parlant de dragons jaunes aperçus dans deux puits. Il écrit alors un poème décrivant les dragons comme étant piégés dans les puits, avant de s'identifier aux dragons. De plus en plus suspicieux, Sima Zhao force à nouveau Cao Mao à lui offrir le jiu xi , avant de refuser à nouveau les cadeaux. Cao Mao voit dans cette demande le signe qu'il doit agir au plus vite s'il veut reprendre le contrôle du gouvernement du Wei.

## La tentative de coup d'état
En 260, à l'âge de 19 ans, Cao Mao réunit ses partisans, à savoir Wang Shen, Wang Jing, Wang Ye, et 300 soldats de sa garde personnelle. Il leur déclare son intention de faire une ultime tentative pour se débarrasser de Sima Zhao et du clan Sima, même si ça doit lui coûter la vie. Durant cet entretien, il leur dit : « N'importe quel passant dans la rue peut vous dire ce que Sima Zhao a en tête » (司馬昭之心，路人皆知). Cette citation devint fameuse, au point d'être utilisée pour décrire une situation ou les intentions/ambitions d'une personne sont tellement évidentes que tout le monde le sait.
Wang Jing met en garde l'empereur pour le faire changer d'avis, mais Cao Mao ne l'écoute pas et part informer l'impératrice douairière Guo de son plan. Pendant son absence, Wang Shen et Wang Ye désertent discrètement et partent révéler le complot à Sima Zhao, laissant Wang Jing comme seul soutien du jeune empereur.
Cao Mao prend la tête de ses gardes et se rend au domicile de Sima Zhao. Là, ils trouvent Sima Zhou, le jeune frère de Sima Zhao, qui tente de s'opposer à eux, avant de se rendre lorsque les gardes lui demandent comment il peut oser défier l'empereur. Au même moment, Jia Chong, le bras droit de Sima Zhao arrive sur place et intercepte la petite troupe de Cao Mao, sans pour autant oser s'en prendre directement à l'empereur. C'est alors que Cheng Ji (成濟), un officier militaire sous les ordres de Jia Chong, demande à son supérieur ce qu'il doit faire. Jia lui donne alors l'ordre de défendre le clan Sima, quelles que soient les conséquences. Cheng Ji s'approche alors de Cao Mao et tue l'empereur avec sa lance.

## Conséquences
Après la mort de Cao Mao, le public demandait l'exécution de Jia Chong comme punition du régicide qu'il venait de commettre. En guise de réponse à cette demande populaire, Sima Zhao force l'impératrice douairière Guo à priver Cao Mao de son statut impérial de manière posthume, ce qui fait automatiquement tomber l'accusation de régicide contre Jia. Ensuite, il donne l'ordre d'exécuter Wang Jing et tout son clan. Le jour suivant, Sima Zhao cède aux suppliques de son oncle Sima Fu, et demande à l'impératrice douairière Guo, de donner à Cao Mao le titre de « Duc de Gaogui » (高貴鄉公) à titre posthume. Après cela, il organise pour Cao Mao des obsèques dignes d'un prince. Cao Huang, le Duc de Changdao (常道鄉公), est choisi comme successeur de Cao Mao et monte sur le trône. Quelque temps plus tard, le nouvel empereur change de nom et prend celui de Cao Huan. Dix neuf jours plus tard, Sima Zhao finit par faire exécuter Cheng Ji et sa famille pour apaiser la colère populaire, mais il épargne Jia Chong.
Sima Zhao réussit donc à consolider son pouvoir à l'issue de cette tentative de coup d'état, tout en éliminant ses derniers opposants au sein de la cour du Wei; le jeune Cao Huan n'étant plus qu'un prête-nom sans pouvoir, aux ordres du clan Sima. Zhao ne monte pas sur le trône du Wei, mais reçoit le titre de « Roi de Jin » (晉王), ce qui fait théoriquement de lui un roi vassal de l'empereur. Finalement, en 264, Sima Zhao accepte le jiu xi des mains de Cao Huan, mais meurt en 265 sans avoir pris le pouvoir. Son fils Sima Yan lui succède et, la même année, force Cao Huan à abdiquer en sa faveur avant de fonder la Dynastie Jin.